# كريس كوكرين
كريس كوكرين (بالإنجليزية: Chris Cochrane)‏ هو لاعب اتحاد الرغبي أيرلندي، ولد في 18 ديسمبر 1988 في Ballymoney ‏ في المملكة المتحدة.